# جيليكو بركيتش
جيليكو بركيتش (باللاتينية: Željko Brkić)؛ مواليد 9 يوليو 1986) لاعب كرة قدم صربي يلعب لنادي أودينيزي ومنتخب صربيا كحارس مرمى.

## مسيرته الكروية
لعب جيليكو بركيتش خلال مسيرته الاحترافية مع 6 أندية في اثنا عشر موسمًا ولم يسجل خلالها أي هدف ضمن 187 مباراة. حيث فاز في موسم واحد بالكأس ولم يفز بأي دوري.
خاض جيليكو بركيتش مسيرته مع نادي فويفودينا في موسم 2006–07 ليلعب معه خمسة مواسم، مشاركًا في 96 مباراة ولم يسجل أي هدف. ثم انتقل إلى نادي سيينا في موسم 2011–12 لمدة موسم واحد، حيث شارك في 18 مباراة ولم يسجل أي هدف أيضًا. لينتقل بعدها إلى نادي أودينيزي في موسم 2012–13 ولمدة موسمين، مشاركًا في 43 مباراة ولم يسجل أي هدف أيضًا. ثم انتقل إلى نادي كالياري في موسم 2014–15 لمدة موسم واحد، مشاركًا في 21 مباراة ولم يسجل أي هدف أيضًا. هذا وانتقل لاحقًا إلى نادي كاربي في موسم 2015–16 لمدة موسم واحد، مشاركًا في 4 مباريات ولم يسجل أي هدف أيضًا. ثم انتقل بعدها إلى نادي باوك في موسم 2016–17 ولمدة موسمين، مشاركًا في 5 مباريات ولم يسجل أي هدف أيضًا.

## روابط خارجية
- جيليكو بركيتش على Utakmica.rs
- جيليكو بركيتش على موقع قاعدة بيانات كرة القدم.إي يو (الإنجليزية)
- جيليكو بركيتش على موقع ناشيونال فوتبول تيمز (الإنجليزية)
- جيليكو بركيتش على موقع Soccerway.com (الإنجليزية)
- جيليكو بركيتش على موقع عالم كرة القدم.نت (الإنجليزية)
- جيليكو بركيتش على موقع AS.com (الإسبانية)
- جيليكو بركيتش على Reprezentacija.rs